# Parigi-Camembert 1957
La Parigi-Camembert 1957, diciottesima edizione della corsa e valida come evento del circuito UCI categoria CB1.1, si svolse il 23 aprile 1957. Fu vinta dal francese Joseph Groussard.

## Ordine d'arrivo (Top 10)
| Pos. | Corridore         | Squadra       | Tempo |
| ---- | ----------------- | ------------- | ----- |
| 1    | Joseph Groussard  | Essor         |       |
| 2    | René Fournier     | Mercier       |       |
| 3    | Francis Siguenza  | Rochet-Dunlop |       |
| 4    | François Mahé     | Arrow         |       |
| 5    | Raphaël Géminiani | Cilo          |       |
| 6    | Marcel Carfentan  | Rochet-Dunlop |       |
| 7    | Stanislas Bober   | Mercier       |       |
| 8    | Gilbert Bauvin    | St.Raphaël    |       |
| 9    | Andre Dupre       | Royal         |       |
| 10   | Henri Sitek       | Mercier       |       |